# (6511) Furmanov
(6511) Furmanov es un asteroide perteneciente al cinturón de asteroides, descubierto el 27 de agosto de 1987 por la astrónoma soviética Liudmila Chernyj desde el Observatorio Astrofísico de Crimea.

## Designación y nombre
Designado provisionalmente como 1987 QR11. Fue nombrado Furmanov en honor al actor de cine ruso Rudolf Davýdovich Fúrmanov.